# دوريس باركس
دوريس باركس هي لاعبة هوكي الجليد كندية، ولدت في 22 يوليو 1905، وتوفيت في 1992.